# エンジェルこま
エンジェルこま（1974年1月23日 - ）は、日本のタレント、女優、ヒーラー、スピリチュアルクリエイター。千葉県出身。吉本興業所属。NSC東京校18期。2008年、㈱オフィスコマキを設立。ヒーリング占いサロン代表を務める。2017年、OfficeKomaki に変更。。2024年3月15日より株式会社OfficeKomakiへと法人化。
代々霊感が強い家系に生まれ、祖父は神社神主、曾祖父はヒーラー。自身も幼少期から神社の神々天使とおしゃべりする特殊な能力を生まれながらに持っていた。

## 使用する占星術
※出典

### 得意占星術
- 無限ヒーリング®️
- 天命ヒーリング®️
- ソウルチェンジヒーリング®️
- ソウルメイトヒーリング®️

### その他使用占星術
- メタバースヒーラー®️
- VR占い®️
- VRヒーリング®️
- AIタロット
- AI終活ヒーリング

## 出演
※出典

### テレビ出演
- 「ニューヨークと蛙亭のキット、くる!!」（2023年）
- 「アッコにおまかせ!」
- 「本能Z」
- 「ナマイキ!あらびき団」
- 「ジャポニカロゴス」
- 「金スマ」
- 「うたばん」
- 「朝はビタミン!」

### ネット番組
- 「ざっくりyoutube」（2024年）
- 「原口あきまさのダベり場」
- 「千原ジュニアの間」
- 「ブラマヨ吉田のがけっぱち」

### 映画出演
- 「風が通り抜ける道」（2023年）
- 「ぬくもりの内側」（2021年）
- 「アウト・ザ・プール」（2006年）
- 「恋するイノセントマン」（2006年）

### CM
- 「とんかつの和幸」

### 舞台
- 浅草公会堂「浅香光代定期公演」
- 博品館劇場「ケーシー高峰の相談室」
- さいたま芸術劇場「ミュージカル1824」
- 埼玉市民ホール「敬老の日コンサート」
- 亀有リリオホール「お母さんの話」他多数

### 占いアプリ監修
- 「魂の巫☆未来透覚占」